# 都城市立五十市中学校
都城市立五十市中学校（みやこのじょうしりつ いそいちちゅうがっこう）は、宮崎県都城市久保原にある公立中学校。

## 沿革
- 1947年 - 開校。

## 概要
- 生徒数606名
- 学級数19個（通常学級17、特別支援学級2）
- 職員数37名

（2009年4月1日時点）

## 通学区域
- 五十市小学校通学区域
- 今町小学校通学区域
- 明和小学校通学区域の一部

1976年時点では都城市に隣接する鹿児島県曽於郡末吉町（2005年以降の曽於市）にある柳迫小学校の卒業生の多くが越境通学していたが、2020年時点では曽於市立末吉中学校へ通学している。

## 交通
- JR日豊本線 五十市駅より徒歩で5分。

## 生徒会活動・部活動など

### 部活動
- バレー部（男・女）
- バスケット部（男・女）
- 野球部
- サッカー部
- テニス部（男・女）
- 卓球部（女）
- 陸上部
- 弓道部
- 吹奏楽部
- 美術部

## 著名な関係者

### 出身者
- 大田原隆太 （元プロ野球選手・福岡ソフトバンクホークス、宮崎県警察警察官）
- 入来智 （元プロ野球選手・大阪近鉄バファローズなど）
- 入来祐作 （元プロ野球選手・横浜ベイスターズ）
- 本田つばさ （バレーボールプレミアリーグ選手・デンソー・エアリービーズ）
- 松木武志 - 柔道家
- 黒木美晴 - 柔道家